# Sekta
Sekta est une ville du district d'Imphal oriental, dans le Manipur en Inde.
Sekta compte 2 934 habitants en 2011.